# سیارک ۲۰۵۸۹
سیارک ۲۰۵۸۹ (به انگلیسی: 20589 Hennyadmoni، نامگذاری:1999RQ168) بیست هزار و پانصد و هشتاد و نهمین سیارک کشف شده‌است که در ۹ سپتامبر ۱۹۹۹ کشف شد.
قدر مطلق سیارک برابر ۱۴.۱ است.